# Álvaro Cervera
Pour les articles homonymes, voir Álvaro et Cervera (homonymie).
Álvaro Cervera Díaz, appelé simplement Álvaro lors de sa carrière de joueur, né le 20 septembre 1965 à Malabo (Guinée équatoriale), est un footballeur espagnol reconverti en entraîneur. Il a joué quatre matches avec l'Espagne.
Il entraîne Cadix CF depuis 2016. En 2020, il parvient à faire monter le club en première division.

## Biographie

### Joueur
Álvaro Cervera naît en Guinée équatoriale pour des raisons liées au travail de ses parents. Il grandit dans les îles Canaries où il commence à jouer au football. À l'âge de quinze ans, il déménage en Cantabrie où il rejoint le Racing de Santander. Il débute avec les professionnels en 1984.
En 1987, il quitte le Racing pour rejoindre le RCD Majorque où il reste jusqu'en 1992. 
Entre 1992 et 1995, il joue avec Valence CF. En 1995, il retourne au Racing de Santander, où il reste jusqu'en 1997.
En 1997, il signe avec l'Hércules d'Alicante. Il met un terme à sa carrière de joueur en 2001.
Au total, Cervera dispute 261 matchs en première division espagnole, inscrivant 17 buts. Il participe également à la Coupe de l'UEFA (six matchs joués). 
Álvaro Cervera reçoit quatre sélections en équipe d'Espagne. Il joue son premier match en équipe nationale le 4 septembre 1991, en amical contre l'Uruguay (victoire 2-1). Il reçoit sa dernière sélection le 23 septembre 1992, contre la Lettonie, lors des éliminatoires du mondial 1994 (score : 0-0). 

### Entraîneur
Álvaro Cervera commence sa carrière d'entraîneur en 2002.
En 2016, il rejoint Cadix CF qu'il parvient à faire monter en Division 1 en 2020.

## Palmarès

### Joueur
- Finaliste de la Coupe d'Espagne en 1991 avec le RCD Majorque

### Entraîneur
- Vice-champion d'Espagne de D2 en 2020 avec Cadix

## Parcours d'entraîneur
- août 2002-juin 2003 :  Catarroja CF
- juil. 2004-avr. 2005 :  Catarroja CF
- avr. 2005-juin 2005 :  CD Castellón
- jan. 2006-juin 2006 :  UD Almansa
- juil. 2006-avr. 2007 :  Alicante CF
- juil. 2008-juin 2009 :  CD Leonesa
- sep. 2009-juin 2010 :  Real Jaén CF
- juil.2010-déc. 2010 :  Real UC
- mai 2011-mars 2012 :  Recreativo de Huelva
- mars 2012-juin 2012 :  Racing de Santander
- juil.2012-fév. 2015 :  CD Tenerife
- avr. 2016-jan. 2022 :  Cádiz CF
- oct. 2022-sept. 2023 :  Real Oviedo
- depuis déc. 2024 :  CD Tenerife